# Daniel Herman
Daniel Herman, né le 28 avril 1963 à České Budějovice, est un homme politique tchèque membre de l'Union chrétienne démocrate - Parti populaire tchécoslovaque (KDU-ČSL). Il est ministre de la Culture entre 2014 et 2017.

## Biographie

### Engagement politique
Élu à la Chambre des députés lors des élections législatives anticipées des 25 et 26 octobre 2013, il est nommé ministre de la Culture le 29 janvier 2014.
Il rencontre le 14e dalaï-lama à Prague le 18 octobre 2016. En réaction, Le président tchèque à l'orientation prochinoise notoire Miloš Zeman annule la décoration de son oncle Jiří Brady (en), un survivant de la Shoah et publie déclaration commune cosignée par le président du gouvernement et les présidents des deux chambres du Parlement tchèque, réaffirmant les principes du partenariat stratégique entre Prague et Pékin, mentionnant la souveraineté de la Chine sur le Tibet, critiquée pour donner l’image de la soumission d’un petit pays à une grande puissance